# Амурская плита
Аму́рская плита́ — континентальная тектоническая плита в северном и восточном полушариях. Она охватывает территории Маньчжурии, Корейского полуострова, западной Японии, восточной Монголии и Приморского края. Когда-то считавшаяся частью Евразийской плиты, Амурская плита теперь считается отдельной плитой, движущейся на юго-восток по отношению к Евразийской.
Амурская плита названа в честь реки Амур, которая образует границу между Дальним Востоком России и Северо-Восточным Китаем.
Имеет площадь 0,13066 стерадиан.
Граничит на севере, западе и юго-западе с Евразийской плитой, на северо-востоке с Охотской плитой, и на юго-востоке с Филиппинской плитой вдоль жёлоба Суруга и Нанкайского прогиба, а также с Окинавской плитой и плитой Янцзы.
Байкальская рифтовая зона является границей между Амурской плитой и Евразийской плитой.
Понимание структуры и движения литосферных плит имеет важное значение для изучения геологических процессов и для естественных бедствий, таких как землетрясения и вулканические извержения.